# Bartomeu Suau
Bartomeu Suau Serra (Palma de Mallorca, 14 de marzo de 1944) es un sacerdote católico y activista social español que en el año 2000 obtuvo el Premio Ramon Llull en reconocimiento a su labor educativa en el barrio La Indiotería de Palma de Mallorca, sa Indioteria, y su ayuda a la infancia. 

## Biografía
En 1954 entró en el Seminario, donde estudió Bachillerato, Filosofía y Teología. Fue ordenado presbítero en 1968 y destinado a Lloseta, donde ejerció como vicario. 
En 1969 fue nombrado Superior del Seminario Nuevo, donde introdujo numerosos cambios. En 1979 le enviaron como vicario a la parroquia de San José del Terme, en el barrio de La Indiotería, donde ha destacado por su actividad social, con la creación de varias asociaciones: club de acción social de la parroquia, club juvenil, centro de reinserción, granja escuela, centro e mayores, etc. 
En 2003, le nombraron rector de Pont d’Inca, donde continuó con las actividades sociales, entre ellas involucrar a los empresarios en proyectos para la infancia y juventud.
Actualmente es rector de La Indiotería y continúa ocupándose del Club d'esplai Jovent.

## Reconocimientos
- Premio Ramon Llull a la Iniciativa Cívica (2000),
- Premio Carlo Corsini a la Solidaridad (2000),
- Cruz  de Plata de la Orden Civil de la Solidaridad Social del Ministerio de Trabajo y Asuntos Sociales (2003).

## Publicaciones
- «Proyectos educativos de ámbito comunitario». Proyecto Hombre: revista de la Asociación Proyecto Hombre (nº 40): pags. 41-46. 2001. ISSN 1136-3177.